# Myštěves
Myštěves (deutsch Mischtowes) ist eine Gemeinde in Tschechien. Sie liegt acht Kilometer nordöstlich von Nový Bydžov und gehört zum Okres Hradec Králové.

## Geographie
Myštěves befindet sich am Übergang des Horschitzer Berglandes zum Jitschiner Hügelland am Bach Králický potok. Nordöstlich erhebt sich die Pískovka (294 m).
Nachbarorte sind Šaplava, Kouty und Blažkov im Norden, Sukorady und Bříšťany im Nordosten, Kanice und Petrovičky im Osten, Kuneš und Janatov im Südosten, Chmelovice, Podoliby und Králíky im Süden, Skřivany und Stihňov im Südwesten, Smidary und Loučná Hora im Westen sowie Podlesí im Nordwesten.

## Geschichte
Die erste schriftliche Erwähnung des Dorfes erfolgte im Jahre 1365 als Besitz des Blahuta von Myslczowes, zuvor war es an die Herrschaft Hořice angeschlossen. 1406 gehörte das Dorf Michal von Myštěves. Während der Hussitenkriege verödete es. 1452 erwarb Kuneš von Petrowicz die Güter.
Daneben gab es in Myštěves noch einen zweiten Adelssitz; es wird angenommen, dass es sich dabei um das Gut Blažkov handelt. Nach 1500 wurde Jan Otmar von Holohlavy Besitzer von Myštěves. 1543 teilten dessen vier Söhne die Güter. Dabei erhielten Mikuláš und Jiřík gemeinsam die Feste Myštěves, das Vorwerk, den Hof Machovský dvůr (wahrscheinlich Blažkov), das Dorf und den Kretscham. 1544 teilten sie den Besitz auf. Jiřík bekam dabei die Feste, den Machovský dvůr und einen Teil des Dorfes. Jiříks Bruder Prokop verkaufte diesen Teil 1563 an Erazim von Tumnice auf Skřivany. Mikuláš überschrieb seinen Anteil zunächst 1547 als Heiratsgut an seine Frau Saloména von Dohalice, verkaufte ihn aber 1548 an Mandaléna Pecingar von Sloupno.
Nach dem Dreißigjährigen Krieg sind in der berní rula für Myštěves nur noch das Gut des Petr von Myštěves und zwei Bauernstellen ausgewiesen. 1717 warteten die Leibeigenen vergeblich auf ein kaiserliches Robotpatent, das ihnen Erleichterungen verschaffen sollte. Die Lasten führten schließlich zu einer Bauernrebellion unter Führung von Tomáš Machek gegen den Grundherren, den Grafen von Breda auf Skřivany. Machek wurde festgenommen und sollte nach Barchov gebracht werden; während des Transportes gelang ihm die Flucht.
Im Jahre 1841 kaufte der Zuckerfabrikant Adolf Ritter von Skřivany den größten Teil der Güter.
Nach der Aufhebung der Patrimonialherrschaften bildete Myštěves ab 1850 eine Gemeinde im Bezirk Nový Bydžov. 1930 eröffnete in Blažkov der erste Golfplatz. Während des Zweiten Weltkrieges hatten ab Februar 1945 aus Hungermärschen geflohene sowjetische und englische Kriegsgefangene, die sich zur Partisanenabteilung Pěst zusammengeschlossen hatten, in den Wäldern ihr Versteck. Die aus 28 Mann bestehende Gruppe sprengte unter anderem die Eisenbahnbrücke bei Loučná Hora (Wiesenberg). Am 8. Mai 1945 entwaffneten die Partisanen in Myštěves eine Abteilung von Panzerkampfwagen VI Tiger sowie 18 SS-Leute, die in den KZ Auschwitz und Majdanek gedient hatten.
Seit 1961 gehört die Gemeinde zum Okres Hradec Králové. 1961 erfolgte die Eingemeindung von Kanice.
Nach der Rückgabe des Schlosses Blažkov wurde in den Jahren 1991/92 im Schlosspark ein 27-Loch-Golfplatz angelegt, der vom Queen’s Park Golf Club Myštěves bewirtschaftet wird.

## Gemeindegliederung
Für die Gemeinde Myštěves sind keine Ortsteile ausgewiesen. Zu Myštěves gehört das Gut Blažkov (Blaschkow).

## Sehenswürdigkeiten

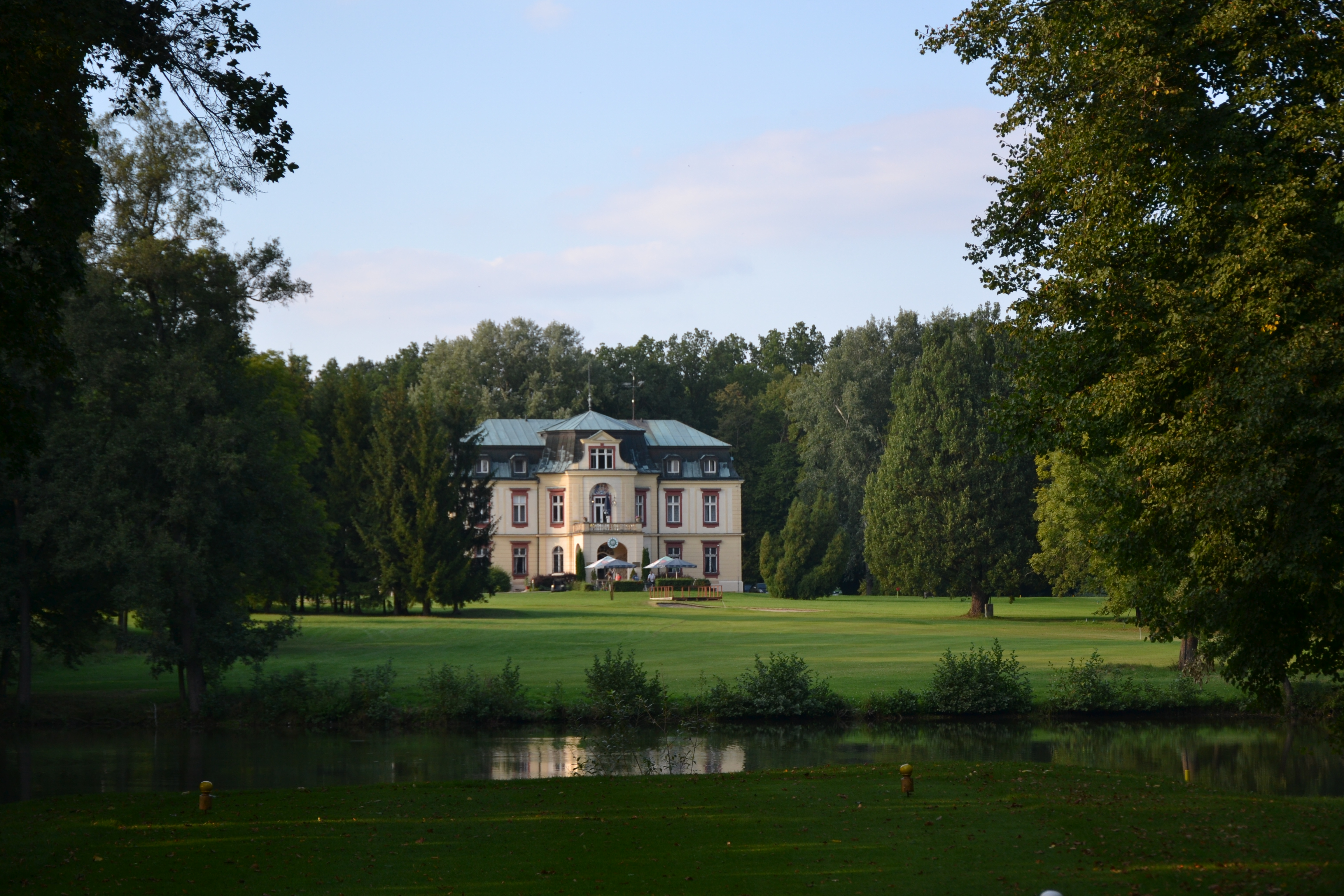
Schloss Blažkov, Park

- Schloss Blažkov mit englischem Park
- Reste der Feste Turyna, auch „Vysoká“ genannt
- Teich Mozorník, am Golfplatz
- Kapelle